# Tipula (Lunatipula) substernalis
Tipula (Lunatipula) substernalis is een tweevleugelige uit de familie langpootmuggen (Tipulidae). De soort komt voor in het Palearctisch gebied.